# Level Five
Level Five — мини-альбом группы King Crimson, выпущенный в 2001 году и составленный из концертных записей, сделанных во время тура в США и Мексике в ноябре и декабре того же года.

## Об альбоме
Этот альбом имел ограниченный выпуск и был доступен исключительно в торговых киосках King Crimson во время шестинедельного тура по Северной Америке в ноябре и декабре 2001 года. Некоторые из впервые представленных на этом альбоме композиций впоследствии вошли в тринадцатый студийный альбом The Power to Believe, выпущенный в 2003 году.
На этой 45-минутной записи Эдриан Белью, Роберт Фрипп, Трей Ганн и Пэт Мастелотто представляют один из самых интенсивных и ритмически разнообразных звуков, когда-либо носивших имя King Crimson. По словами музыкального критика ( Lindsay Planer), Level Five показывает, что группа достигает и достигает новых уровней соула — качества, которого крайне не хватает в "альтернативном" роке начала XXI века.

## Список композиций
1. «Dangerous Curves» (Эдриан Белью, Роберт Фрипп, Трей Ганн, Пэт Мастелотто) 5:38
2. «Level Five» (Белью, Фрипп, Ганн, Мастелотто) 8:35
3. «Virtuous Circle» (Белью, Фрипп, Ганн, Мастелотто) 10:00
4. «The ConstruKction of Light» (Белью, Фрипп, Ганн, Мастелотто) 8:23
5. «The Deception of the Thrush» (Белью, Фрипп, Ганн, Мастелотто) 13:07
включая:
  - «ProjeKct 12th and X» (скрытый трек) (Белью, Фрипп, Ганн, Мастелотто)

## Участники записи
- Роберт Фрипп — гитара;
- Эдриан Белью — гитара, вокал;
- Трей Ганн — гитара Уорра;
- Пэт Мастелотто — ударные.